# Mtsamboro
Mtsamboro [mtsɑ̃bɔʁo] (ou M'tsamboro) est une commune française située dans le département et région d'outre-mer de Mayotte.

## Géographie
La commune située au nord de l'île de Grande-Terre regroupe les trois villages de Mtsamboro, Mtsahara (2538 habitants en 2019) et Hamjago.

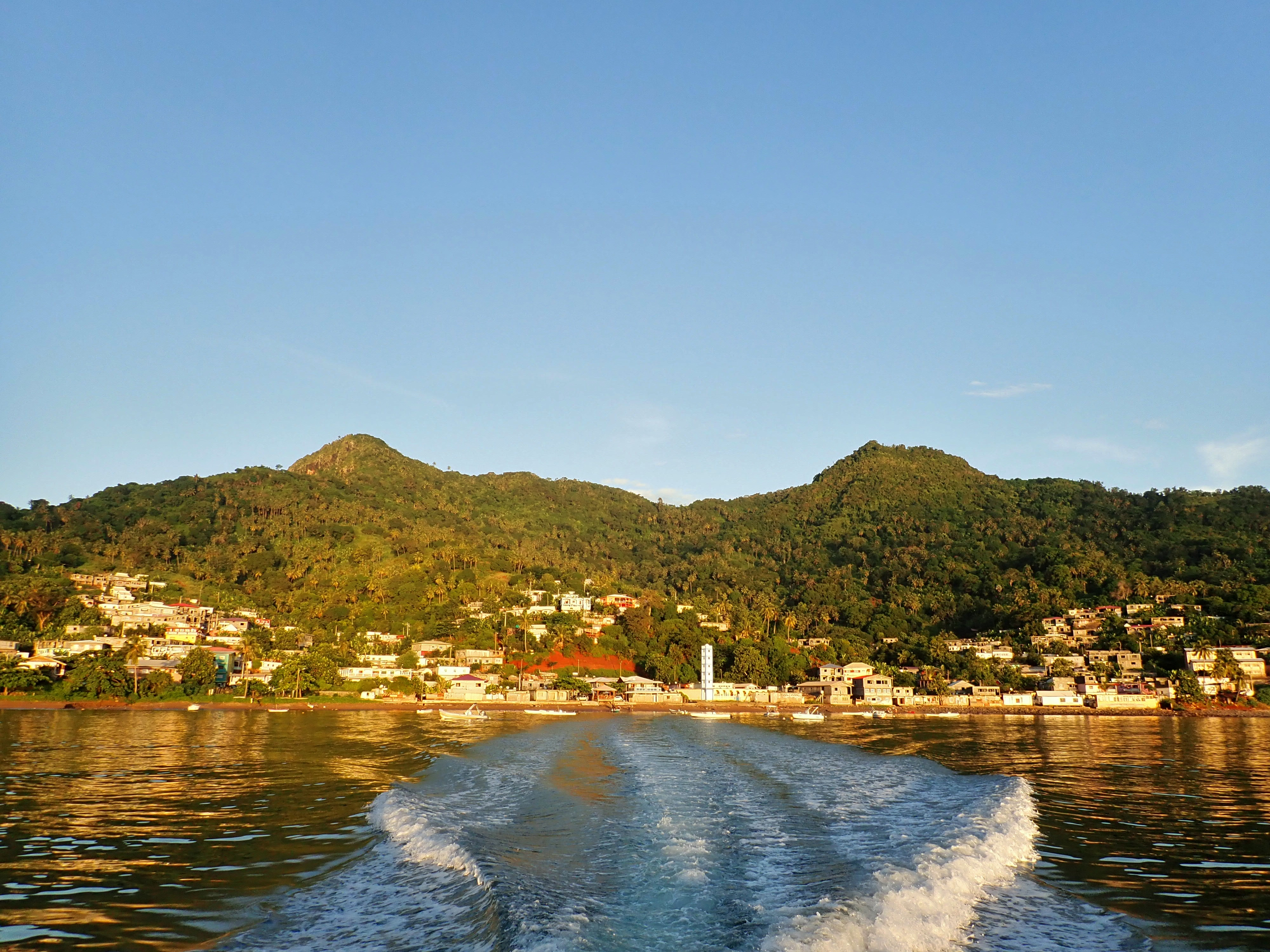
Vue du village de Hamjago.
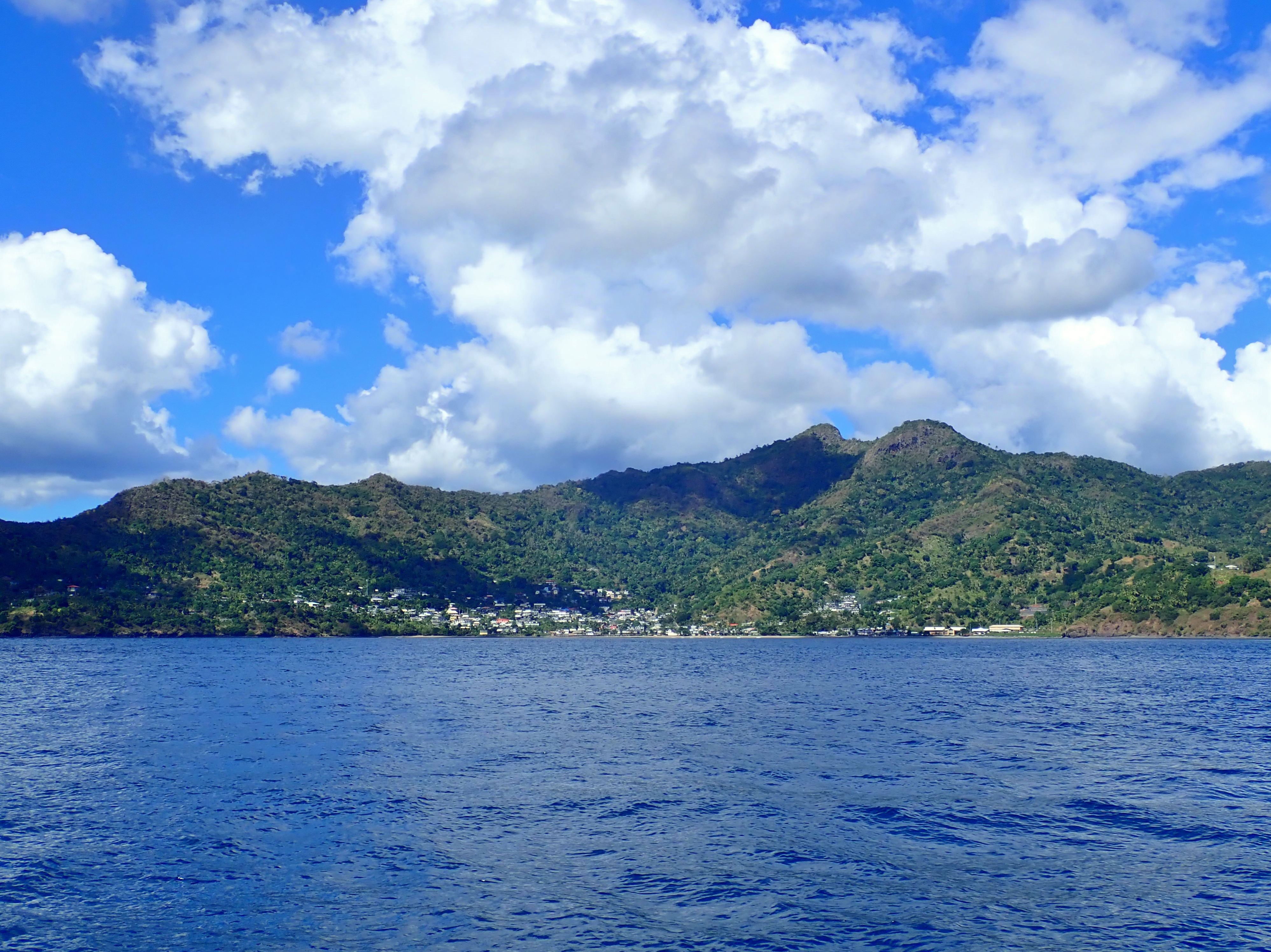
Vue du village de Mtsahara.
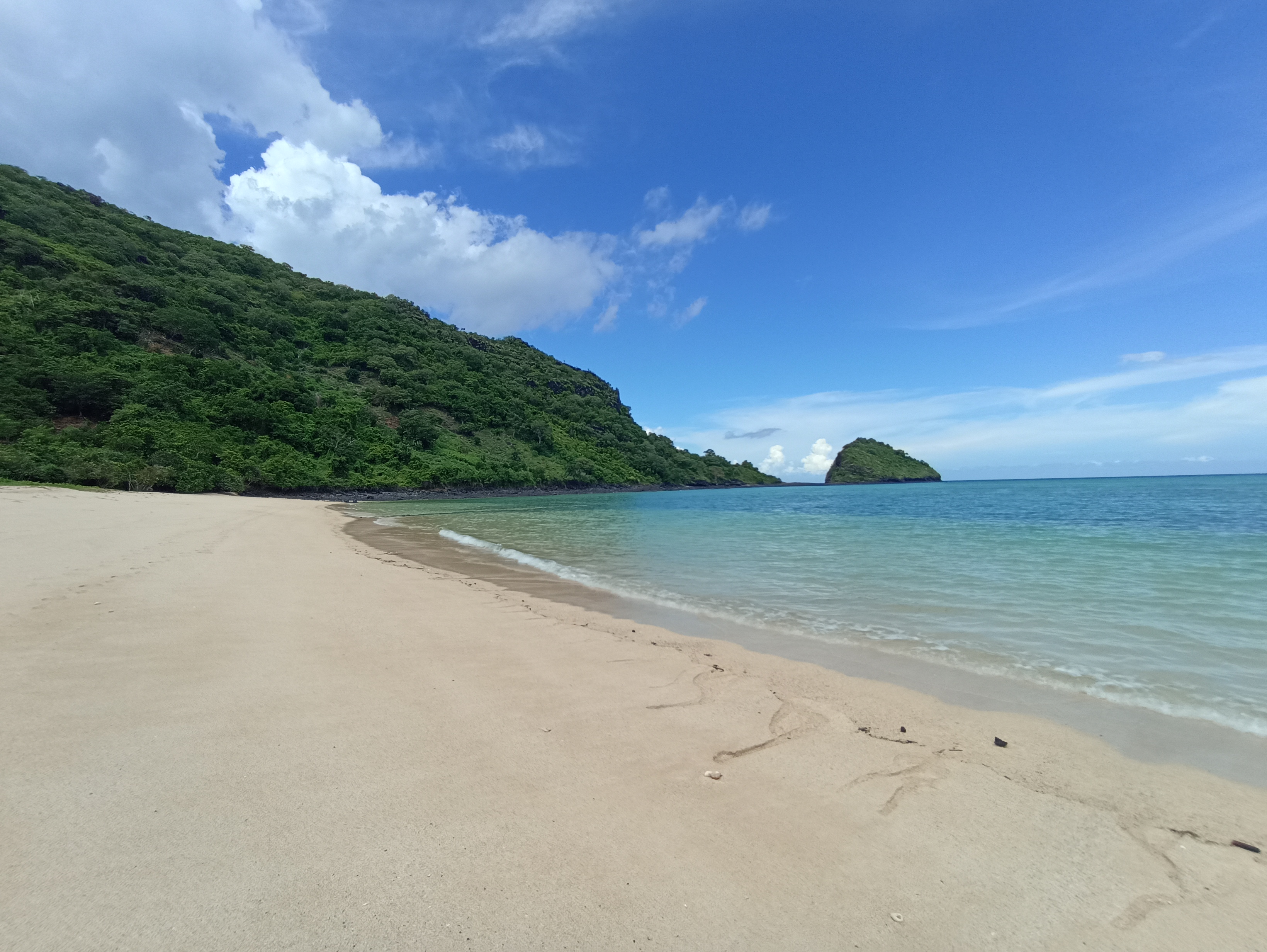
La plage de Mtsanga Antakoudja sur l'îlot Mtsamboro

## Urbanisme

### Typologie
Mtsamboro est une commune urbaine, car elle fait partie des communes denses ou de densité intermédiaire, au sens de la grille communale de densité de l'Insee,,,. Elle appartient à l'unité urbaine de Mtsamboro, une agglomération intra-départementale regroupant 1 commune et 7 705 habitants en 2017, dont elle est une ville isolée,.
Par ailleurs la commune fait partie de l'aire d'attraction de Mamoudzou, dont elle est une commune de la couronne. Cette aire, qui regroupe 17 communes, est catégorisée dans les aires de 200 000 à moins de 700 000 habitants,.
La commune est également une commune littorale au sens de la loi du 3 janvier 1986, dite loi littoral. Des dispositions spécifiques d’urbanisme s’y appliquent dès lors afin de préserver les espaces naturels, les sites, les paysages et l’équilibre écologique du littoral, par exemple le principe d'inconstructibilité, en dehors des espaces urbanisés, sur la bande littorale des 100 mètres, ou plus si le plan local d’urbanisme le prévoit,.

## Toponymie
Le nom Mtsamboro viendrait de « Mtsanga Boro », désignant la plage de Boro, du nom de son fondateur Mwalimou Boro (ou Poro) ayant vécu au XVe siècle.

## Histoire
L'archéologie a révélé une occupation du XIIIe au XIXe siècle sur la plage de Jiva, et les traces d'une ancienne médina datée des XVe – XVIIe siècles dans le quartier de Mjikura.
Mtsamboro a une place importante dans l'histoire de Mayotte car elle fut la première capitale du sultanat Shirazi en accueillant le premier sultan de Mayotte Athumani ben Mohamed à la fin du XVe siècle. Mtsamboro est durant le sultanat le principal port de commerce de l'île. La capitale de Mayotte est transférée en 1538 à Tsingoni par le sultan Haïssa. 
Mtsamboro fut décrite par Devis en 1598, puis visitée par de nombreux navires européens.
Comme tant d'autres à Mayotte, la localité est ruinée et abandonnée au XVIIIe siècle. Elle a des origines malgaches (Hamjago).

## Politique et administration
| Période                                  | Période      | Identité            | Étiquette | Qualité              |
| ---------------------------------------- | ------------ | ------------------- | --------- | -------------------- |
| mars 2008                                | mars 2014    | Mohamadi Soumaïla   | UMP       |                      |
| mars 2014                                | juillet 2020 | Harouna Colo        | MDM       | Professeur d'anglais |
| juillet 2020                             | En cours     | Laïthidine Ben Saïd | DVC       |                      |
| Les données manquantes sont à compléter. |              |                     |           |                      |

## Démographie
L'évolution du nombre d'habitants est connue à travers les recensements de la population effectués dans la commune depuis 1978. À partir de 2006, les populations légales des communes sont publiées annuellement par l'Insee, mais la loi relative à la démocratie de proximité du 27 février 2002 a, dans ses articles consacrés au recensement de la population, instauré des recensements de la population tous les cinq ans en Nouvelle-Calédonie, en Polynésie française, à Mayotte et dans les îles Wallis-et-Futuna, ce qui n’était pas le cas auparavant. Pour la commune, le premier recensement exhaustif entrant dans le cadre du nouveau dispositif a été réalisé en 2002, les précédents recensements ont eu lieu en 1978, 1985, 1991 et 1997.
En 2017, la commune comptait 7 705 habitants, en diminution de 1,28 % par rapport à 2012
| 1978  | 1985  | 1991  | 1997  | 2002  | 2007  | 2012  | 2017  |
| ----- | ----- | ----- | ----- | ----- | ----- | ----- | ----- |
| 2 976 | 3 918 | 5 049 | 6 333 | 7 068 | 6 917 | 7 805 | 7 705 |

## Économie
En sus de l'agriculture vivrière, la ville est renommée pour son importante production d'agrumes et notamment d'oranges.

## Lieux et monuments
- Le grand piere de Mjihari.
- Le grand site de Mjoukoura.
- L'îlot Mtsamboro, au large de la commune.